# Токро еквадорський
Токро еквадорський (Odontophorus melanonotus) — вид куроподібних птахів родини токрових (Odontophoridae).

## Поширення
Вид має невеликий ареал в регіоні Чоко (Західні Анди) на північному заході Еквадору та південному заходу Колумбії. Природним середовищем існування є субтропічний або тропічний вологий гірський ліс. Популяція оцінюється в 10 000–20 000 особин і зменшується.

## Опис
Тіло завдовжки 24-27 см. Вага самців - 226 г, самиць - 220 г. Оперення переважно має коричнево-чорний колір. Горло і груди червонувато-каштанового кольору. Колір стає темнішим у напрямку до живота. Навколо райдужної оболонки є буро-чорне очне кільце. Маківка, боки голови, спина, крила і живіт коричнево-чорні з дрібним каштановим кольором. Дзьоб чорний, ноги коричнево-чорні.